# El infierno de Dante (película de 1924)
El infierno de Dante es una película de drama muda estadounidense de 1924 dirigida por Henry Otto que fue lanzada por Fox Film Corporation y adaptada de Infierno, parte de la epopeya de Dante Alighieri Divina comedia. La película mezcla material de Dante con puntos de la trama de A Christmas Carol de Charles Dickens. El libro fue filmado a principios de 1911 en Italia como L'Inferno, y Fox rehízo la película en 1935, nuevamente como Dante's Inferno, protagonizada por Spencer Tracy.

## Trama
Las tácticas de un vicioso señor de los barrios bajos y un codicioso hombre de negocios llamado Mortimer Judd finalmente llevan a un hombre angustiado llamado Eugene Craig, a quien ha obligado a la bancarrota, a suicidarse. Constantemente rechaza las solicitudes de caridad y trata muy mal a su esposa que está postrada en cama. El empresario recibe una copia del Infierno de Dante por correo y la lee. En la historia, un ángel flotante levanta su espada y parte una legión de demonios para permitir que Dante pase, los pecadores desnudos se queman en alquitrán hirviendo y los suicidas se transforman en árboles vivos en un bosque en el Infierno. Judd se sumerge en un sueño aterrador en el que lo juzgan por asesinato y lo ejecutan, y luego los demonios lo llevan al infierno, donde pasará el resto de la eternidad. La pesadilla le enseña la humildad y la importancia de extender la caridad a los menos afortunados que él. Tiene la oportunidad de redimirse evitando que Eugene Craig se suicide.

## Reparto
- Ralph Lewis como Mortimer Judd
- Winifred Landis como Mrs. Judd
- William Scott como Ernest Judd
- Pauline Starke como la enfermera Marjorie Vernon
- Josef Swickard como Eugene Craig
- Gloria Grey como Mildred Craig
- Lorimer Johnston como El doctor
- Lawson Butt como Dante
- Howard Gaye como Virgil
- Bud Jamison como mayordomo (Sin acreditar, en blackface)
- Carmencita Johnson como bebe (Sin acreditar)
- Noble Johnson como diablo con mujer azotadora de pestañas (Sin acreditar)
- Robert Klein como un amigo (Sin acreditar)
- Diana Miller como Beatrice (Sin acreditar)
- Lon Poff como secretario (Sin acreditar)
- Carrie Clark Ward como cantante en programa de radio (Sin acreditar)

## Producción
Esta película, al igual que varias películas anteriores de Fox como The Queen of Sheba, A Daughter of the Gods y algunas películas de Theda Bara, presentaba desnudez total en algunas secuencias. La actriz Pauline Starke está completamente desnuda en las secuencias del infierno, con la excepción de una gran peluca negra que le cubre las partes inferiores. Algunos actores secundarios y extras están completamente desnudos. Las diferentes copias de la película probablemente se editaron de acuerdo con las actitudes de las diferentes regiones o partes del mundo en las que se representaron. La película también presenta al popular actor cómico Bud Jamison haciendo blackface mientras interpreta al mayordomo; es fácilmente reconocible bajo el maquillaje, y su aparición inicial ha provocado algunas risas entre los cinéfilos conocedores en sus proyecciones ocasionales.
Algunas imágenes de la escena del infierno de la película se reutilizaron en la película Dante's Inferno de 1935.
Para su thriller de ciencia ficción de 1980, Altered States, el director Ken Russell intercaló imágenes prestadas de esta película con sus propios efectos digitales para crear una secuencia de alucinaciones.

## Crítica
El crítico Christopher Workman escribe: "A pesar de algunos escenarios impactantes y algunos momentos realmente magníficos... las repetidas tomas teñidas de rojo de cuerpos retorciéndose en llamas envejecen rápidamente. Sin mucha historia para apuntalarla, la película fracasa mucho antes de su conclusión... Pero (la versión de 1935) era aún menos interesante, con la visión del infierno comprimida en un solo segmento de 10 minutos".

## Preservación
El Archivo de Cine y Televisión de la UCLA tiene una copia incompleta, que tiene tres carretes de un total de cinco carretes. Según los informes, también sobrevive una copia de la película en el Museo de Arte Moderno. Algunas de las copias originales de esta película tenían las escenas del infierno teñidas de rojo.